# Murphydium foliatum
Murphydium foliatum is een spinnensoort in de taxonomische indeling van de hangmatspinnen (Linyphiidae).
Het dier behoort tot het geslacht Murphydium. De wetenschappelijke naam van de soort werd voor het eerst geldig gepubliceerd in 1996 door Rudy Jocqué.